# Sunhar (Pyrénées-Atlantiques)
Pour les articles homonymes, voir Sunhar.
Sunhar est une ancienne commune française du département des Pyrénées-Atlantiques. Le 5 août 1842, la commune fusionne avec Lichans pour former la nouvelle commune de Lichans-Sunhar.

## Géographie
Lichans-Sunhar fait partie de la Soule.

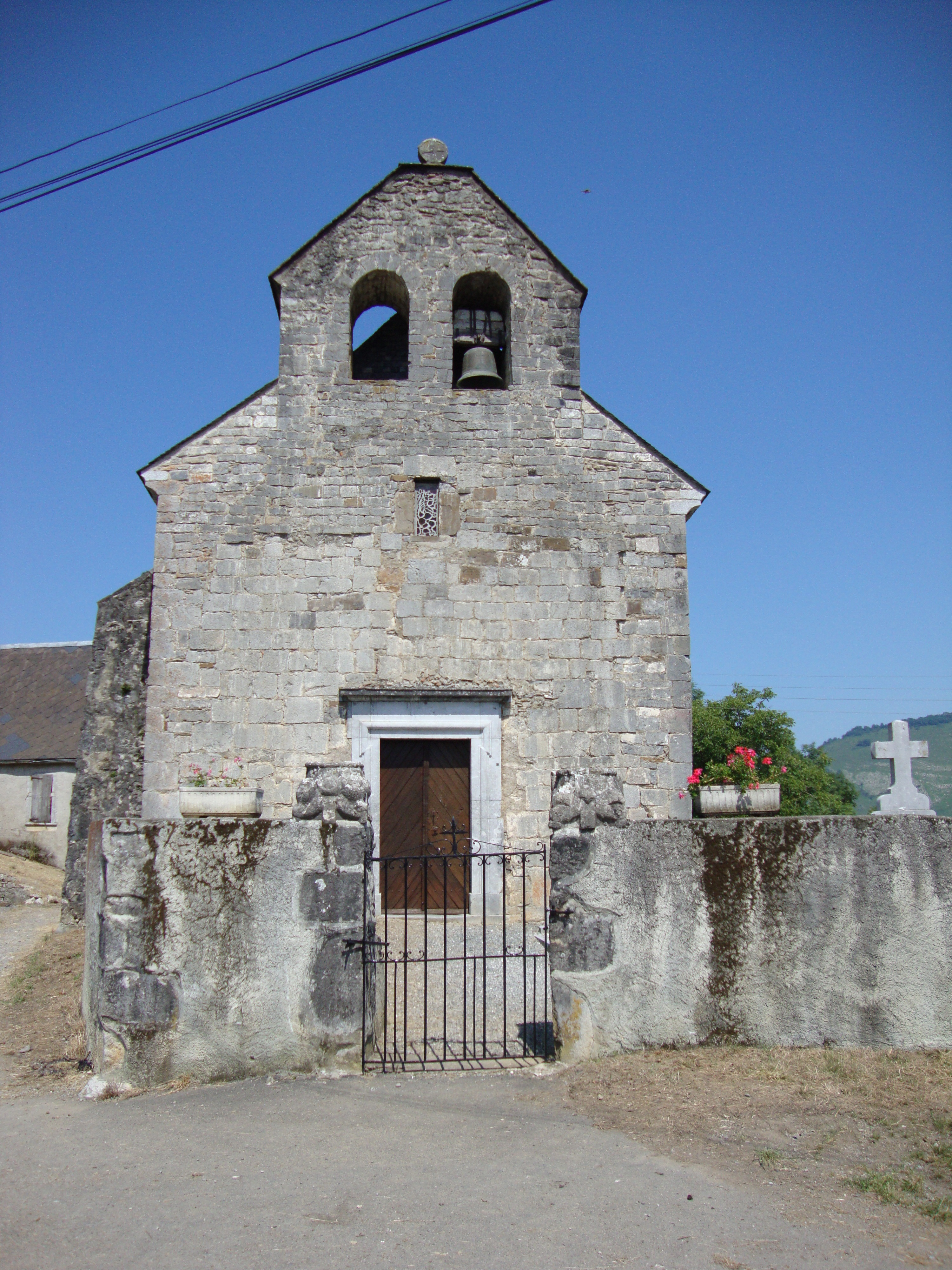
L'église de Sunhar ; au sommet, une stèle discoïdale est visible

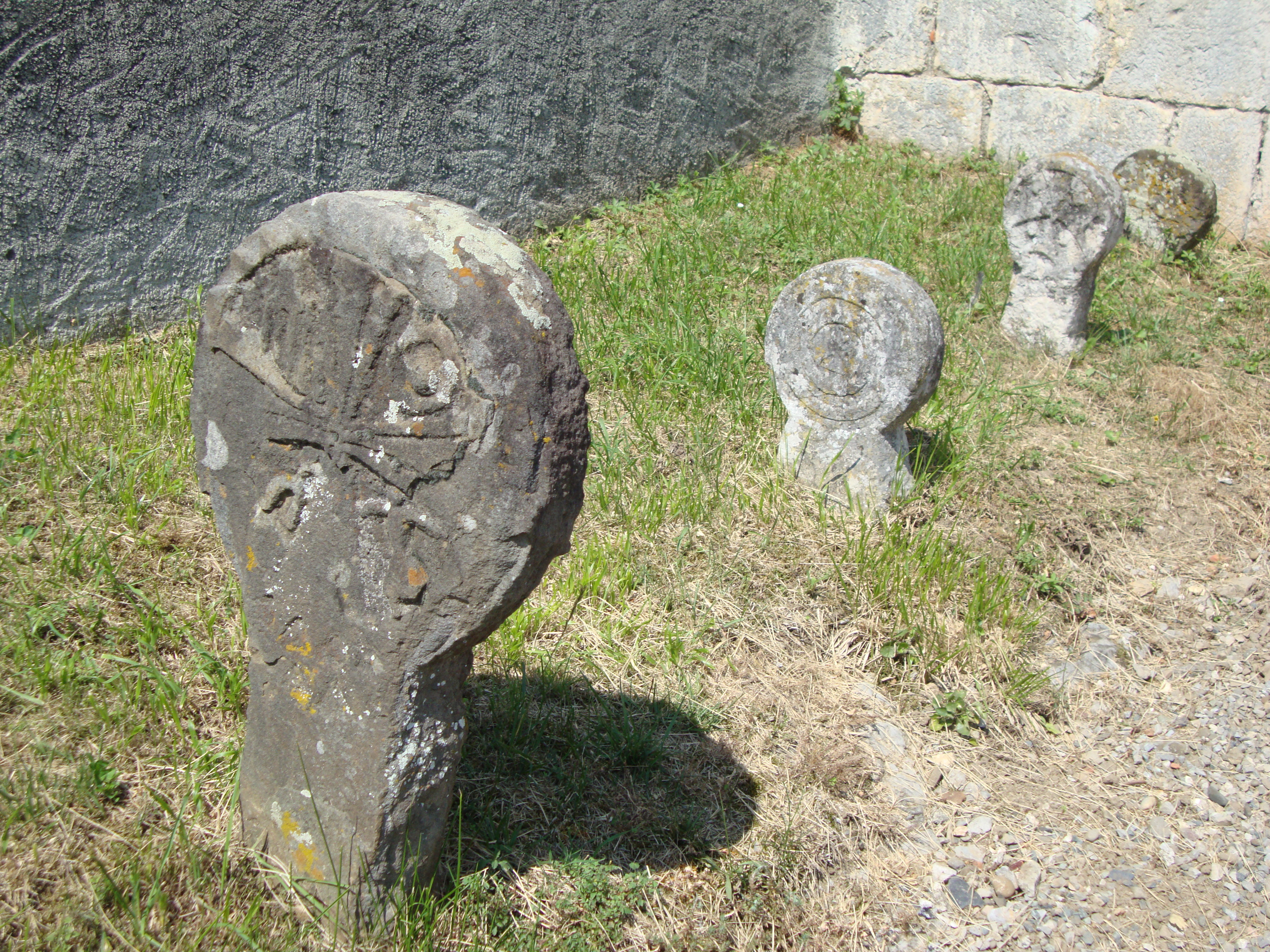
Stèles discoïdales au cimetièwre de Sunhar

## Toponymie
Ce toponyme provient du basque zunharr (nom souletin de l'orme ou du peuplier).

## Démographie
| 1793 | 1800 | 1806 | 1821 | 1831 | 1836 |
| ---- | ---- | ---- | ---- | ---- | ---- |
| 105  | 109  | 103  | 100  | 86   | 86   |

## Culture et patrimoine

### Patrimoine religieux
Dans le bourg de Sunhar se trouve une église, datant du XIe siècle, possédant un clocher-mur dit "trinitaire" ou souletin, c'est-à-dire que la crête du mur, percé de baies où tintent les cloches, s'achève par trois grandes pointes à peu près d'égale hauteur, figurant la Trinité.
|  |  |

## Pour approfondir